# Ficus devestiens
Ficus devestiens är en mullbärsväxtart som beskrevs av Edred John Henry Corner. Ficus devestiens ingår i släktet fikonsläktet, och familjen mullbärsväxter. Inga underarter finns listade i Catalogue of Life.